# Rajd Nowej Zelandii 2012
Rajd Nowej Zelandii był 7. rundą Rajdowych Mistrzostw Świata 2012. Rajd odbył się w dniach 22–24 czerwca, jego bazą było Auckland. Rajd był także 4. rundą Mistrzostw Świata Samochodów S2000 (SWRC) oraz 5. rundą Mistrzostw Świata Samochodów Produkcyjnych (PWRC).
Rajd wygrał Sébastien Loeb, była to jego 72. wygrana w karierze, 3. w rajdzie Nowej Zelandii. Drugie miejsce zajął Mikko Hirvonen, a trzeci był Petter Solberg.

## Klasyfikacja ostateczna
| Msc.     | Kierowca             | Pilot              | Samochód                   | Czas      | Strata   | Grupa | Punkty |
| -------- | -------------------- | ------------------ | -------------------------- | --------- | -------- | ----- | ------ |
| 1.       | Sébastien Loeb       | Daniel Elena       | Citroën DS3 WRC            | 4:04:51.2 | 0.0      | WRC M | 26     |
| 2.       | Mikko Hirvonen       | Jarmo Lehtinen     | Citroën DS3 WRC            | 4:05:20.8 | 29.6     | WRC M | 18     |
| 3.       | Petter Solberg       | Chris Patterson    | Ford Fiesta RS WRC         | 4:06:27.6 | 1:36.4   | WRC M | 17     |
| 4.       | Jewgienij Nowikow    | Denis Giraudet     | Ford Fiesta RS WRC         | 4:07:04.8 | 2:13.6   | WRC M | 12     |
| 5.       | Thierry Neuville     | Nicolas Gilsoul    | Citroën DS3 WRC            | 4:07:33.6 | 2:42.4   | WRC M | 10     |
| 6.       | Dani Sordo           | Carlos del Barrio  | Mini John Cooper Works WRC | 4:07:54.3 | 3:03.1   | WRC   | 8      |
| 7.       | Jari-Matti Latvala   | Miikka Anttila     | Ford Fiesta RS WRC         | 4:09:44.1 | 4:52.9   | WRC M | 9      |
| 8.       | Armindo Araújo       | Miguel Ramalho     | Mini John Cooper Works WRC | 4:14:27.6 | 9:36.4   | WRC   | 4      |
| 9.       | Ken Block            | Alex Gelsomino     | Ford Fiesta RS WRC         | 4:15:21.5 | 10:30.3  | WRC   | 2      |
| 10.      | Manfred Stohl        | Ilka Minor         | Ford Fiesta RS WRC         | 4:16:17.5 | 11:26.3  | WRC M | 1      |
| SWRC     |                      |                    |                            |           |          |       |        |
| 1. (12.) | Hayden Paddon        | John Kennard       | Škoda Fabia S2000          | 4:20:17.4 | 0.0      | 2     | 25     |
| 2. (23.) | Per-Gunnar Andersson | Emil Axelsson      | Proton Satria Neo S2000    | 4:53:37.1 | +33:19.7 | 2     | 18     |
| 3. (26.) | Maciej Oleksowicz    | Andrzej Obrębowski | Ford Fiesta S2000          | 5:03:55.3 | +43:37.9 | 2     | 15     |
| 4. (28.) | Yazeed Al-Rajhi      | Michael Orr        | Ford Fiesta RRC            | 5:10:02.5 | +49:45.1 | 2     | 12     |
| PWRC     |                      |                    |                            |           |          |       |        |
| 1. (16.) | Marcos Ligato        | Rubén Garcíá       | Subaru Impreza WRX STi     | 4:35:20.9 | 0.0      | 3     | 25     |
| 2. (18.) | Subhan Aksa          | Jeff Judd          | Mitsubishi Lancer Evo X    | 4:41:11.7 | +5:50.8  | 3     | 18     |
| 3. (19.) | Ricardo Triviño      | Àlex Haro          | Mitsubishi Lancer Evo IX   | 4:42:27.9 | +7:07.0  | 3     | 15     |
| 4. (20.) | Wałeryj Horbań       | Andrij Nikołajew   | Mitsubishi Lancer Evo IX   | 4:43:30.3 | +8:09.4  | 3     | 12     |
| 5. (22.) | Gianluca Linari      | Nicola Arena       | Subaru Impreza WRX STi     | 4:53:33.1 | +18:12.2 | 3     | 10     |
| 6. (27.) | Louise Cook          | Stefan Davis       | Ford Fiesta ST             | 5:07:21.3 | +32:00.4 | 8     | 8      |

1. ↑  Litera M przy oznaczeniu grupy do której należy samochód oznacza, iż tylko ci kierowcy zdobywali punkty dla swoich zespołów liczonych w klasyfikacji producentów na koniec sezonu.

### Odcinki specjalne
| Dzień        | Odcinek | Godz. rozp. | Nazwa                                  | Długość  | Zwycięzca          | Czas    | Średnia prędkość | Lider rajdu        |
| ------------ | ------- | ----------- | -------------------------------------- | -------- | ------------------ | ------- | ---------------- | ------------------ |
| 1 22 czerwca | OS1     | 8:28        | Te Hutewai 1                           | 11,18 km | Jari-Matti Latvala | 7:38.4  | 87,80 km/h       | Jari-Matti Latvala |
| 1 22 czerwca | OS2     | 8:51        | Brother Whaanga Coast 1                | 29,67 km | Mikko Hirvonen     | 20:51.8 | 85,32 km/h       | Mikko Hirvonen     |
| 1 22 czerwca | OS3     | 10:24       | Te Akau South 1                        | 31,82 km | Sébastien Loeb     | 18:21.9 | 103,96 km/h      | Mikko Hirvonen     |
| 1 22 czerwca | OS4     | 11:07       | Te Akau North 1                        | 32,13 km | Sébastien Loeb     | 17:04.3 | 112,92 km/h      | Mikko Hirvonen     |
| 1 22 czerwca | OS5     | 13:33       | Te Hutewai 2                           | 11,18 km | Sébastien Loeb     | 7:33.5  | 88,75 km/h       | Mikko Hirvonen     |
| 1 22 czerwca | OS6     | 13:56       | Brother Whaanga Coast 2                | 29,67 km | Mikko Hirvonen     | 20:41.3 | 86,04 km/h       | Mikko Hirvonen     |
| 1 22 czerwca | OS7     | 15:29       | Te Akau South 2                        | 31,82 km | Sébastien Loeb     | 18:09.9 | 105,10 km/h      | Mikko Hirvonen     |
| 1 22 czerwca | OS8     | 16:12       | Te Akau North 2                        | 32,13 km | Sébastien Loeb     | 16:54.1 | 114,05 km/h      | Sébastien Loeb     |
| 2 23 czerwca | OS9     | 9:13        | Batley                                 | 17,61 km | Petter Solberg     | 9:45.3  | 108,31 km/h      | Sébastien Loeb     |
| 2 23 czerwca | OS10    | 10:01       | Brother Mititai 1                      | 23,22 km | Jari-Matti Latvala | 12:14.4 | 113,82 km/h      | Sébastien Loeb     |
| 2 23 czerwca | OS11    | 10:34       | Girls High School 1                    | 26,99 km | Petter Solberg     | 15:34.6 | 103,96 km/h      | Sébastien Loeb     |
| 2 23 czerwca | OS12    | 14:02       | Waipu Gorge                            | 11,38 km | Sébastien Loeb     | 6:34.2  | 103,92 km/h      | Sébastien Loeb     |
| 2 23 czerwca | OS13    | 14:25       | Brooks                                 | 13,6 km  | Sébastien Loeb     | 8:00.7  | 101,85 km/h      | Sébastien Loeb     |
| 2 23 czerwca | OS14    | 15:08       | Brother Mititai 1                      | 23,22 km | Jari-Matti Latvala | 12:13.6 | 113,94 km/h      | Sébastien Loeb     |
| 2 23 czerwca | OS15    | 15:41       | Girls High School 1                    | 26,99 km | Mikko Hirvonen     | 15:36.2 | 103,79 km/h      | Sébastien Loeb     |
| 3 24 czerwca | OS16    | 8:08        | Burnside / Wech Access 1               | 7,30 km  | Thierry Neuville   | 4:13.6  | 103,62 km/h      | Sébastien Loeb     |
| 3 24 czerwca | OS17    | 8:26        | Brother Puhoi 1                        | 17,94 km | Thierry Neuville   | 10:22.6 | 103,73 km/h      | Sébastien Loeb     |
| 3 24 czerwca | OS18    | 9:44        | SSS Auckland Domain 1                  | 2,05 km  | Dani Sordo         | 1:44.0  | 70,96 km/h       | Sébastien Loeb     |
| 3 24 czerwca | OS19    | 11:28       | SSS Auckland Domain 2                  | 2,05 km  | Dani Sordo         | 1:41.7  | 72,56 km/h       | Sébastien Loeb     |
| 3 24 czerwca | OS20    | 12:36       | Brother Puhoi 2                        | 17,94 km | Thierry Neuville   | 10:22.2 | 103,80 km/h      | Sébastien Loeb     |
| 3 24 czerwca | OS21    | 13:09       | Auckland Conventions Ahuroa            | 6,75 km  | Jari-Matti Latvala | 3:58.6  | 101,84 km/h      | Sébastien Loeb     |
| 3 24 czerwca | OS22    | 13:40       | Burnside / Wech Access 2 (Power Stage) | 7,30 km  | Jari-Matti Latvala | 4:14.3  | 103,34 km/h      | Sébastien Loeb     |

### Power Stage
| Miejsce | Kierowca           | Czas   | Różnica | Średnia prędkość | Punkty |
| ------- | ------------------ | ------ | ------- | ---------------- | ------ |
| 1.      | Jari-Matti Latvala | 4:14.3 | 0.0     | 103,34 km/h      | 3      |
| 2.      | Petter Solberg     | 4:15.8 | 1.5     | 102,74 km/h      | 2      |
| 3.      | Sébastien Loeb     | 4:16.0 | 1.7     | 102,66 km/h      | 1      |

## Klasyfikacja po 7 rundzie

### Kierowcy
| Lp. | Kierowca                 | Pkt |
| --- | ------------------------ | --- |
| 1   | Sébastien Loeb           | 145 |
| 2   | Mikko Hirvonen           | 107 |
| 3   | Petter Solberg           | 90  |
| 4   | Mads Østberg             | 80  |
| 5   | Evgeny Novikov           | 55  |
| 6   | Jari-Matti Latvala       | 54  |
| 7   | Martin Prokop            | 36  |
| 8   | Thierry Neuville         | 32  |
| 9   | Dani Sordo               | 29  |
| 10  | Nasser Al-Attiyah        | 23  |
| 11  | Sébastien Ogier          | 22  |
| 12  | Ott Tänak                | 18  |
| 13  | Armindo Araújo           | 11  |
| 14  | François Delecour        | 8   |
| 15  | Dennis Kuipers           | 8   |
| 16  | Pierre Campana           | 6   |
| 17  | Henning Solberg          | 6   |
| 18  | Yazeed Al-Rahji          | 4   |
| 19  | Patrik Sandell           | 4   |
| 20  | Ken Block                | 4   |
| 21  | Jari Ketomaa             | 2   |
| 22  | Eyvind Brynildsen        | 1   |
| 23  | Ricardo Triviño          | 1   |
| 24  | Peter van Merksteijn Jr. | 1   |
| 25  | Abdulaziz Al-Kuwari      | 1   |
| 26  | Manfred Stohl            | 1   |

### Producenci
| Lp. | Producent                             | Pkt |
| --- | ------------------------------------- | --- |
| 1   | Citroën Total World Rally Team        | 237 |
| 2   | Ford World Rally Team                 | 144 |
| 3   | M-Sport Stobart Ford World Rally Team | 103 |
| 4   | Qatar World Rally Team                | 47  |
| 5   | Citroën Junior World Rally Team       | 42  |
| 6   | Adapta World Rally Team               | 27  |
| 7   | Mini WRC Team                         | 26  |
| 8   | Brazil World Rally Team               | 16  |